# ツヘニスツカリ (オチャムチレ地区)
ツヘニスツカリ（グルジア語: ცხენისწყალი、グルジア語ラテン翻字: Tskhenistsqali、アブハズ語: Чабырхәа）は、ジョージアのアブハジア自治共和国オチャムチレ地区にある村落。コチャラ・テミに属する。海抜は53メートル。オチャムチレの北西12キロメートルに位置する。2008年の8月戦争にて親露派政権のアブハジア共和国実効支配下となった。
村内にはツヘニスツカリ川が流れている。